# Konståkning vid olympiska vinterspelen 1948

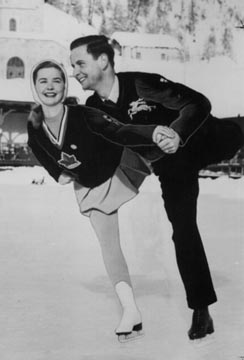
Kanadensiskan Barbara Ann Scott och schweizaren Hans Gerschwiler.

Resultaten från tävlingarna i konståkning vid olympiska vinterspelen 1948.

## Medaljer
| Gren                       | Guld                                   | Silver                         | Brons                                     |
| Singel damer Huvudartikel  | Barbara Ann Scott (CAN)                | Eva Pawlik (AUT)               | Jeannette Altwegg (GBR)                   |
| Singel herrar Huvudartikel | Dick Button (USA)                      | Hans Gerschwiler (SUI)         | Edi Rada (AUT)                            |
| Par Huvudartikel           | Micheline Lannoy Pierre Baugniet (BEL) | Andrea Kékesy Ede Király (HUN) | Suzanne Morrow Wallace Diestelmeyer (CAN) |